# Secret (app)
Secret era una aplicación gratuita para teléfonos inteligentes creada en 2014 por Secret, Inc. Esta aplicación nos permitía compartir secretos tanto propios como de otras personas de forma anónima a todo el mundo. En ella podías expresar esos pensamientos más íntimos o revelaciones que te costarían decir si no estuvieses bajo una identidad anónima. La propia compañía confirmó que estos mensajes eran en su totalidad anónimos.
La manera en la que se mantenían esos mensajes, publicaciones e incluso fotografías anónimas era cambiando en cada mensaje el avatar asignado por otro aleatorio proporcionado por la aplicación y carencia de nombre para su identificación. También se podía cambiar la fuente, el color de las publicaciones, oscurecer o pixelar imágenes y cambiar las texturas. 
La aplicación cerro en el año 2015 a pesar de tener una gran repercusión y muchos usuarios interesados en ella.  Al mismo tiempo que a una parte de la sociedad le gusta una cosa, a otra parte no le gusta en absoluto. Esta aplicación armo grandes revuelos en grandes empresas en Estados Unidos más concretamente en Silicon Valley que disgustaron a muchas personas involucradas. Las personas que habían descargado la aplicación empezaron a perder el interés y fue cayendo en el olvido.
La startup encargada de la aplicación reunió 35 millones de dólares poco después del lanzamiento de la aplicación para financiación. Los cofundadores de la empresa llegaron a ingresas 3 millones de dólares cada uno. 